# Стокс
Стокс (позначення: Ст; міжнародне: St) — одиниця вимірювання кінематичної в'язкості в системі СГС:
1 Стокс = 1 см2/с. Одиниця названа на честь Дж. Г.Стокса.

## Визначення
Стокс — в'язкість рідини густиною 1 г/см3, яка чинить опір в 1 дину взаємному переміщенню двох шарів цієї рідини площею 1 см2, що містяться на віддалі 1 см один від одного і переміщуються зі швидкістю 1 см/с.
1 Стокс (1 см2/сек) менший за одиницю кінематичної в'язкості в Міжнародній системі одиниць (1 м2/с) в 10 000 раз.
Перерахування одиниць:
1 Ст = см²/с = 10−4 м²/с.
Сантистокс (сСт, cSt): 1 сСт = 1 мм²/с = 10−6 м²/с

## Приклади кінематичної в'язкості деяких речовин
| Речовина                  | Речовина                  | В'язкість, сСт |
| ------------------------- | ------------------------- | -------------- |
| Вода                      | Вода                      | 1,011          |
| Мазут топковий М-100      | при 80 °C                 | 118            |
| Мазут топковий М-100      | при 100 °C                | 50             |
| Дизельне пальне при 20 °C | Дизельне пальне при 20 °C | 3—6            |
| Пічне пальне при 20 °C    | Пічне пальне при 20 °C    | < 8            |
| Суднове пальне IFO-380    | при 50 °C                 | 380            |
| Суднове пальне IFO-380    | при 100 °C                | 35             |